# Habenaria torricellensis
Habenaria torricellensis är en orkidéart som beskrevs av Rudolf Schlechter. Habenaria torricellensis ingår i släktet Habenaria och familjen orkidéer. Inga underarter finns listade i Catalogue of Life.